# Gare de Saint-Martin-de-Bouillac
La gare de Saint-Martin-de-Bouillac est une gare ferroviaire fermée de la ligne de Capdenac à Rodez. Elle est située à Saint-Martin, sur la rive sud du Lot, sur le territoire de la commune de Bouillac, dans le département de l'Aveyron, région Occitanie, en France.
Mise en service en 1858 par la Compagnie du chemin de fer de Paris à Orléans (PO), elle est fermée au service des voyageurs en 2006.

## Situation ferroviaire
Établie à 185 mètres d'altitude, la gare fermée de Saint-Martin-de-Bouillac est située au point kilométrique (PK) 251,077 de la ligne de Capdenac à Rodez entre la gare de Capdenac (ouverte), s'intercale l'ancien point d'arrêt de Vernet, et la gare fermée de Penchot, située avant la gare en service de Viviez - Decazeville,.

## Histoire

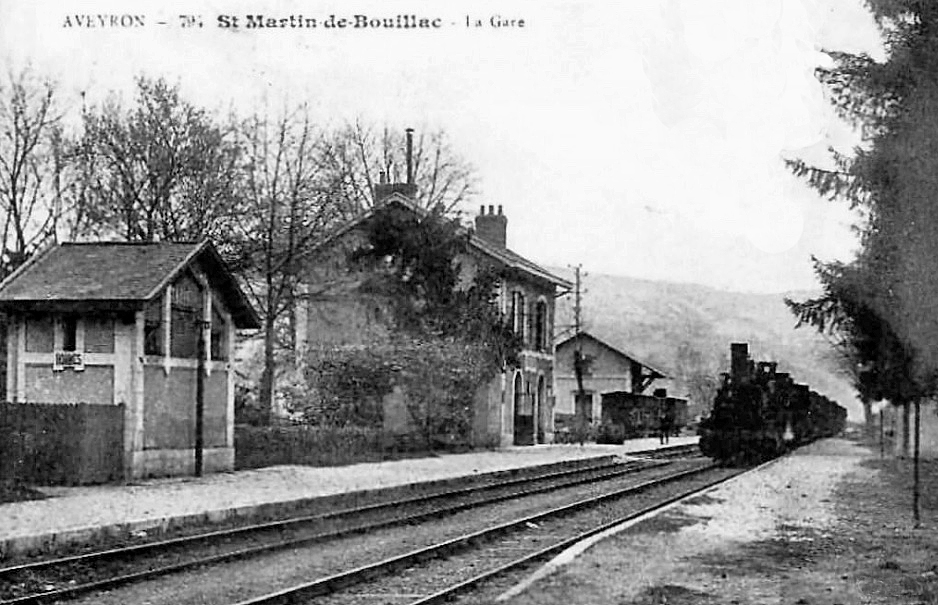
La gare au début des années 1900.

La gare de Saint-Martin est mise en service le 30 août 1858, lorsque la Compagnie du chemin de fer de Paris à Orléans (PO) ouvre à l'exploitation la première section de 35 km de son embranchement de Capdenac à Saint-Christophe.
En 1891, l'ensemble de la voie d'évitement est renouvelée.
La gare est fermée au service des voyageurs le 10 décembre 2006.

## Service des voyageurs
Gare fermée au service des voyageurs sur une ligne en service.

## Patrimoine ferroviaire
Le bâtiment voyageurs d'origine, désaffecté du service ferroviaire, est toujours présent.